# Asszeli
Az asszeli a kora perm földtörténeti kor négy korszaka közül az első, amely 298,9 ± 0,15 millió évvel ezelőtt (mya) kezdődött a karbon időszak késő karbon korának gzseli korszaka után, és 293,52 ± 0,17 mya zárult a szakmarai korszak kezdetekor.
Nevét az urál-hegységi Asszel folyóról kapta. Az elnevezést V. E. Ruzsencsev orosz geológus vezette be a szakirodalomba 1954-ben. Ezelőtt az asszeli által felölelt időt az artyinszki korszak részének tekintették.

## Meghatározása
A Nemzetközi Rétegtani Bizottság meghatározása szerint az asszeli emelet alapja (a korszak kezdete) a Streptognathodus isolatus konodontafaj megjelenésével kezdődik. Az emelet tetejét (a korszak végét) a Streptognathodus postfusus konodontafaj megjelenése jelzi.